# پاگانی
پاگانی (به ایتالیایی: Pagani Automobili) شرکت خودروسازی ایتالیایی است که در زمینهٔ تولید خودروهای اسپرت و فیبر کربن فعالیت می‌کند. این شرکت در سال ۱۹۹۲ توسط هوراسیو پاگانی در شهر سان چزاریو سول پانارو در نزدیکی مودنا ایتالیا بنیان گذاشته شد.
شرکت پاگانی تولید بسیار محدودی دارد، آنچنان‌که از سال ۱۹۹۲ تا ۲۰۰۹ تنها ۱۰۶ دستگاه از انواع زوندا عرضه کرده،که البته از این سال به بعد فعالیت این کمپانی افزایش یافته حتی در کشورهای اروپایی و آمریکا نمایندگی ایجاد کرده‌است. این شرکت رابطهٔ نزدیکی با گروه دایملر آ گ به‌ویژه با شرکت مرسدس ای‌ام‌جی دارد.

## تاریخچه
هوراسیو پاگانی (زاده ۱۹۶۰ آرژانتین) که سابقا مدیریت گروه کامپوزیت های لامبورگینی را به عهده داشت، بخش تحقیقات کامپوزیت پاگانی را در سال 1988 تاسیس کرد. این شرکت جدید بر روی پروژه های بی شماری با لامبورگینی کار می کرد که شامل طراحی جدید ظاهر لامبورگینی کونتاش نسخه سالگرد 25 سالگی، لامبورگینی LM002، طراحی کانسپت P140 و دیابلو، می‌شد. در اواخر دهه 80، پاگانی طراحی کردن ماشین خودش را آغاز کرد که به عنوان "پروژه ی C8" معرفی شد. پاگانی تصمیم گرفت که به افتخار دوست آرژانتینی‌اش خوان مانوئل فانخیو، قهرمان پنج دوره مسابقات فرمول یک، نام C8 را به "Fangio F1" تغییر دهد.
در 1991، پاگانی برای تامین نیاز روز افزون خود در طراحی، مهندسی و خدمات نمونه سازی، Modena Design را ایجاد کرد. در 1992، او ساخت و ساز مدل اولیه Fangio F1 را شروع کرد و تا سال 1993 ماشین، در تونل باد دالارا مورد تست قرار گرفت و با نتیجه های مثبت رو به رو شد. در 1994، مرسدس بنز موافقت خود را برای عرضه موتور های V12 برای پاگانی اعلام کرد. قیمت این ماشین ها مجموعا حدود 2.3 میلیون دلار است.
در آخر آن ماشین به زوندا C12 تغییر نام پیدا کرد و با همین نام عرضه شد که اولین خط تولید زوندا بود (نام Fangio F1 به احترام فانخیو که در سال 1995 در گذشت، کنار گذاشته شد.) این اولین باری بود که پاگانی در نمایشگاه خودرو ژنو در سال 1999 حاضر شد.
در سال 2005، پاگانی اعلام کرد که قصد دارد تولیدات خود را ظرف سه سال آینده سه برابر کند و در سال 2007 وارد بازار آمریکا شود.
در 30 ژوئن 2010، پاگانی توانست با استفاده از پاگانی زوندا R در زمان 6:47 پیست نوربورگ رینگ را به پایان برساند و رکورد جدیدی را در زمینه خودرو های مبتنی بر تولید (خودرو هایی که مجوز تردد در شهر را دارند) که تا آن زمان در دست فراری 599XX بود را، به نام خود ثبت کرد.
پاگانی تولید مواد کامپوزیت به‌ویژه فیبر کربن را همچنان ادامه می‌دهد. 

## پاگانی زوندا
زوندا اولین مدل شرکت پاگانی به شمار می‌رود که دارای موتور ۱۲ سیلندر در وسط است. این موتورها را شرکت مرسدس ای ام‌ جی تولید می‌کند. جدیدترین محصول این کمپانی خودرویی است با نام Utopia.
مدل‌های پاگانی زوندا عبارتند از:
- زوندا (Zonda)
- سی۱۲ ۶٫۰ ال (۵۹۸۷ سی‌سی)(C12_6L)
- سی۱۲ اس ۷٫۰ (۷۰۱۰ سی‌سی)(C12_S_7)

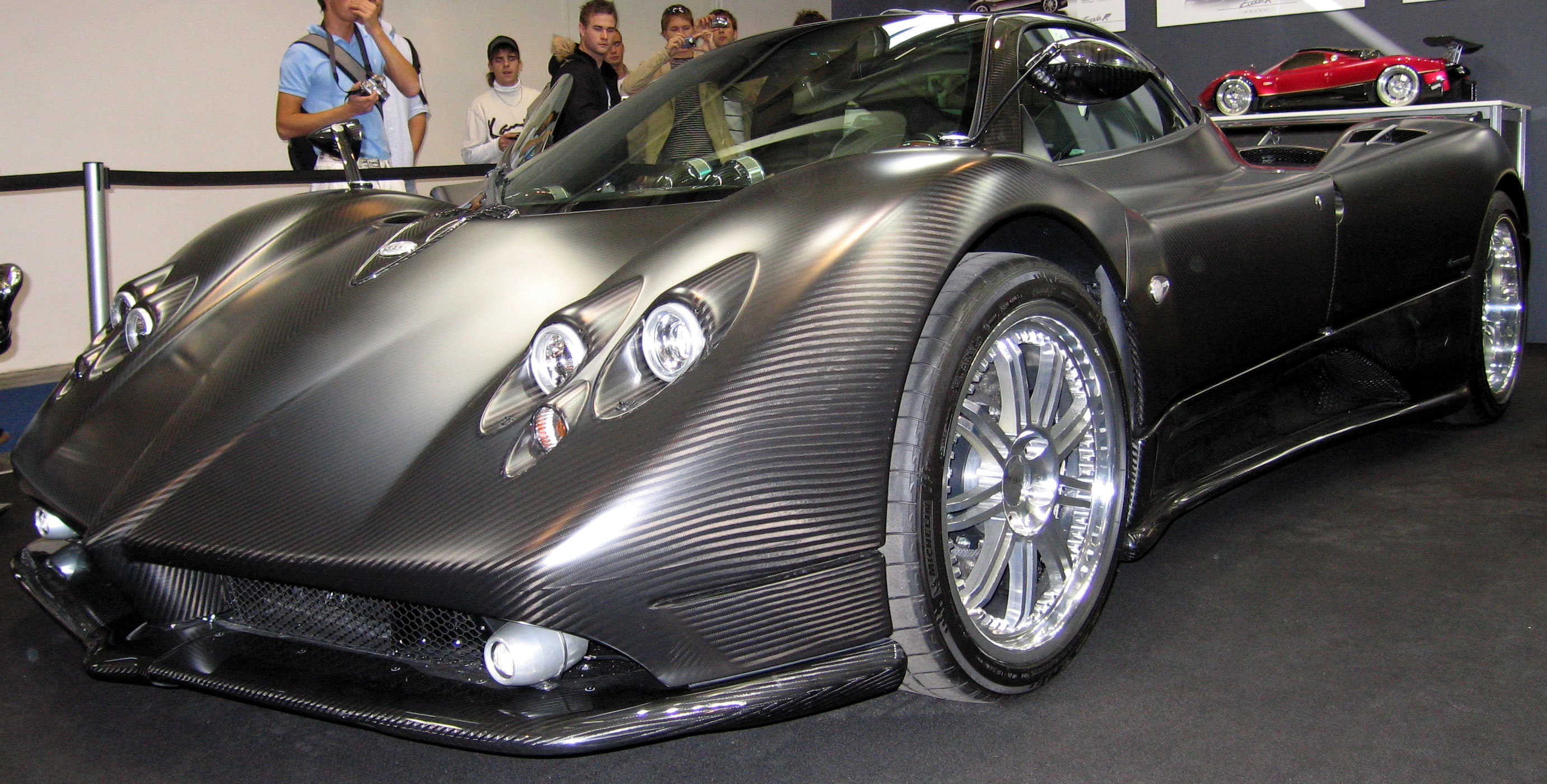
زوندا اف

- سی۱۲ اس ۷٫۳ (۷۲۹۱ سی‌سی)(C12_S_7.3)
- سی ۱۲ اس روداستر (C12_S_Roddester)
- سی ۱۲ اس مونزا (C12_S_mounza)
- زوندا آر (Zonda R)
- زوندا جی‌آر (خودروی مسابقه‌ای)(Zonda_GR)
- زوندا اف (Zonda F)
- زوندا اف کربن (Zonda F Carbon)
- زوندا ال (Zonda L)
- زوندا ال ام (Zonda LM)
- زوندا رودستر اف (Zonda_Roddester F)
- زوندا آر کلوب‌اسپورت (Zonda R Club Sport)
- زوندا روولوچیون (Zonda Revolucion)
- زوندا هوآیرا (Zonda Huaura)
- زوندا تریکالر(Zonda Tricolore)
- زوندا چینکو (Zonda Cinque)
- زوندا چینکو رودستر (Zonda Cinque_Roddester)
- زوندا روولوچی (Zonda Revoluci)

مدل زوندا آر با زمان ۶ دقیقه و ۴۷ ثانیه موفق به ثبت رکورد بهترین زمان در پیست نوربورگ‌رینگ شد.

### مدل‌های دیگر
پاگانی همچنین زوندا چینکو (Zonda Cinque) را که محصولی بین مدل‌های R و F است را تولید کرده‌است. در این مدل از ترکیب فیبر کربن و تیتانیوم برای ساخت بدنه و رینگ‌های آن نیز از ترکیب آلومینیوم و تیتانیوم بهره برده‌است. از این مدل گران‌قیمت تنها چند دستگاه تولید شده‌است.
پاگانی در نمایشگاه خودروی ۲۰۱۰ ژنو، مدل جدید و بسیار ویژه «زوندا تریکالر» (Zonda Tricolore) را به نمایش گذاشت.